# Спасибо (альбом)
«Спасибо» — пятый альбом певицы Земфиры. Вышел 3 октября 2007 года. В России альбом разошёлся тиражом более 200 000 экземпляров; ещё около 50 000 копий было продано на территории СНГ.
Песни для альбома сочинены и записаны в течение одного года: с осени 2006 до осени 2007 (по словам самой Земфиры, первая песня была написана 24 сентября 2006 года). Запись происходила в Лондоне, сведение — в Москве на «Мосфильме».
В поддержку альбома Земфира отправилась в тур, начавшийся 21 октября 2007 года во Владивостоке, который завершился концертом в Москве в спорткомплексе «Олимпийский» 1 апреля 2008 года. В ходе тура Земфира организовала специальные автограф-сессии в салонах «Евросеть».
В целом, альбом получил смешанные отзывы от критиков: некоторые рецензенты отмечали новаторство и экспериментальность звучания, другие отмечали «сырые и слабоватые» тексты песен.

## Об альбоме
Этот альбом — отражение меня сегодняшней. Мне стукнуло тридцать, в результате некоторых внутренних бурь я многое поняла. Да альбом очень позитивный! Если Вендетта была неспокойной, я что-то искала, то здесь — нашла. Взаимосвязь между этими альбомами — как между альбомами Queen A Day At The Races и A Night At The Opera. Период непонимания — период понимания.

На пресс-конференции перед презентацией альбома на Винзаводе Земфира сказала: 
Эти песни меня зажигают, и я считаю, что буду петь их ещё долго. В этот альбом вошли 12 треков, записанных в Лондоне и сведенных в Москве.
 По словам Земфиры, в альбоме содержится три законченных цикла по четыре песни, каждая из них имеет собственное настроение, и звуковое решение это доказывает. Также Земфира отмечала, что альбом продуман, записан в рекордно короткие для неё сроки. Альбом Спасибо Земфира спродюсировала сама, без традиционного участия звукозаписывающих компаний. Земфира объясняла своё решение: 
Идея появилась неслучайно: наш шоу-бизнес прогнил, и меня не устраивает схема «товар-деньги-товар» и ситуация, когда непонятные люди решают, какой должна быть моя музыка.

## Музыка и лирика
Звучание альбома, в отличие от предыдущего диска Вендетта, полностью акустическое. Все основные партии были записаны нынешним составом певицы: Земфира Рамазанова (голос), Дмитрий Шуров (клавишные), Константин Куликов (труба), Дэн Маринкин (барабаны), Алексей Беляев (бас), Юрий Топчий (гитара). В качестве приглашённого гитариста выступил Юрий Цалер (группа «Мумий Тролль»). В записи также принял участие Оркестр Кинематографии под руководством Сергея Скрипки.

### Песни
«В метро»
Открывающая композиция, в которой соединяются духовые инструменты и клавиши. Сама Земфира характеризует её как «боевитую, но романтичную. Песня — нерв. Труба как надежда». Алексей Мажаев писал, что «В метро» — единственное произведение в альбоме, где клавишная и вокальная взвинченность кажутся оправданными".
«Воскресенье»
Построена на гитарных аккомпанементах с сопровождением клавишных, духовых и ударных. Лирика двух песен довольно нетипична для творчества певицы. Алексей Мажаев писал, что «рифма „пятница — Москва колбасится“ оставляет ощущение какой-то вымученности». Песня была написана довольно быстро. Автор отмечает, что она «лёгкая и неформальная. Песня — праздник».
«Дом»
Песня написана в довольно светлом душевном состоянии. Земфира говорила, что приподнятый дух смогла протащить через всю работу над песней. Критики сравнивали строки песни «У меня прекрасный дом, старый и красивый, я живу недавно в нём грустной и счастливой…» с ранним творчеством Андрея Макаревича. Николай Фандеев предположил, что песня создана под впечатлением пластинки «Spyglass Guest» 1974 года группы Greenslade.
«Мы разбиваемся»
Формальную вторую часть диска открывает песня «Мы разбиваемся» — фортепианная баллада, являющаяся центральной композицией в альбоме. 

Написав эту песню, ночью не могла уснуть. Было ощущение, что во мне больше, чем обычно. Как будто я сильно вдохнула и не могу выдохнуть. Песня — счастье.— Земфира о песне «Мы разбиваемся»
 Песня стала наиболее успешной для Земфиры и не сходила с первой позиции в музыкальных чартах в течение нескольких недель. На песню был также снят короткометражный фильм-клип, режиссёром которого стала Рената Литвинова. Она же сыграла в нём главную героиню. Действие разворачивается на окраине города, куда приезжает машина с тремя мужчинами — киллерами. По заданию они должны убить четвёртую сообщницу, из-за которой погибли их коллеги. Повествование ведётся от одного из агентов, который влюблён в неё и сам исполняет приговор выстрелом в её затылок. Земфира же в клипе появляется, стоя около концертмейстера в сарае и исполняя припев песни. В конце трека можно услышать возглас Ренаты Литвиновой «Браво!».
«Мальчик»
Песня с довольно запоминающимся припевом «Денег ноль, секса ноль — музыка сдохла, мальчик в ноль!» и партией фортепиано в сопровождении гитарной партии. Эта песня стала первой записью для альбома после долгого перерыва. На сайте певице был выложен макси-сингл «10 мальчиков», который включает в себя 10 ремейков песни «Мальчик», присланных певице в ходе конкурса, проведённого в Интернете.
Владимир Полупанов предположил, что "припевом Земфира обыгрывает внутреннюю опустошённость и пресловутое нынешнее поколение «нулевых». Михаил Марголис писал, что в вальсе "обращение к мальчику и декадентская подача песни сразу воскрешают гумилёвское «Милый мальчик, ты так весел…». Вячеслав Огрызко также провёл параллели со «Слепым мальчиком» Шевчука, аукцыоновским «Мальчиком» и творчеством Киры Муратовой, отмечая подростковый максимализм во фразе «Денег — ноль. Секса — ноль. Музыка сдохла».
«Господа»
Композиция состоит из двух частей — медленной, основанной на ритме и голосе, и инструментальной, состоящей из мастерски сделанных фортепьянных соло, напоминающих об атмосфере кабаре. В InterMedia также отмечали, что песня заканчивается «разухабистой варьете-мелодией Доминика Фронтьера из фильма Трюкач».

В какой-то момент я оказалась со всех сторон окружена слабыми, но амбициозными людьми. Эта песня вам, господа! Песня — ирония— Земфира о песне «Господа»
На песню был также снят видеоклип, режиссёр которого А. Рамазанов. По сюжету, четверо молодых «господ» садятся за стол, выпивают водку и начинают играть в карты. Среди игроков находится шулер, который, конечно, постоянно выигрывает. Компания нервничает. В какой-то момент они замечают действия шулера и завязывается драка.
В конце самый умный, спрятавшийся под столом, вылезает, обыскивает лежащего на полу шулера и забирает все деньги, из рукава виновника драки он достаёт карту Пиковой Дамы, которая превращается в Земфиру и подмигивает.
«Я полюбила Вас»
Как и композиция «Господа», песня также построена на фортепианных соло в сопровождении скрипки, кастаньет и аккордеона. Песня написана утром под впечатлением от чтения стихов Марины Цветаевой. Николай Фандеев с портала PCMusic.ru заявил, что в песне Земфира и вовсе пытается экспериментировать с танго.
Текст песни представляет собой интерпретацию стихотворения Марины Цветаевой 1915 года «Анне Ахматовой». Сама Земфира говорила, что одно время решала, кто ей ближе, Цветаева или Ахматова: «читала много поэзии, что вообще-то мне несвойственно. И вот — решила. Но о влиянии или каких-то заимствованиях я бы не стала говорить. В период работы над пластинкой я даже больше читала Бродского. А признание в любви Цветаевой — это просто признание в любви Цветаевой».
«Возьми меня»
Композиция с низким вокалом Земфиры, построенная на аккомпанементе фортепиано, вибрафона и джазовой ритм-секции. Земфира отмечала, что эта песня «самая деликатная по звуку и состоянию».
«Снег начнётся»
Меланхоличная песня «об ожидании» с контрастным вокалом и интересной инструментальной вставкой. На песню был снят видеоклип, выложенный на официальном сайте Земфиры 1 декабря 2008 года. Видео было сделано оформителем альбома Александром Лобановым и напоминает видео-инсталляцию.
«1000 лет»
Самая мрачная композиция альбома запоминается по крику (Ренаты Литвиновой) в середине песни и сопровождением клавесинной партии. В песне записан настоящий церковный орган. Песня также имеет строку «Бери Chanel, пошли домой», которую многие восприняли как уход Земфиры в «гламурный постмодерн». Песня была написана, когда у певицы были проблемы со связками и врач запретил ей разговаривать. Звучание песни Земфира долго держала в голове, не пробуя на слух. Также автор говорит, что эта песня самая любимая из этого альбома.
«Во мне»
Лирическая композиция с ударным и клавишным сопровождением (многие также отмечали, что партии фортепиано напоминают интерпретацию Бетховенской «Лунной сонаты»), рассказывающая о самых личных мыслях певицы: «Во мне города, во мне — вся любовь…». Земфира характеризует песню как «мысль, которая её пронзила. Песня — открытие».
«Спасибо»
Завершает альбом спокойная клавишная «Спасибо». Трек является записью с репетиции в ноябре 2006 года (на втором куплете Земфира командует: «Припев!»). Земфира считает эту песню «главным месседжем пластинки. Песня — благодарность».

## Релиз
Ещё летом 2007 года стало известно, что певица готовит новый альбом, и тогда же Земфира дала единственный концерт в Москве (Зелёный театр ЦПКиО им. Горького), представ перед публикой в новом имидже (неожиданная худоба девушки тут же породила волну слухов и домыслов о различных болезнях и наркозависимости).
Выходу альбома предшествовало появление радиосингла «Мальчик» и клипа на песню «Мы разбиваемся», снятого Ренатой Литвиновой.
Альбом выпущен в сотрудничестве с издательским домом «Коммерсантъ» и компанией «Евросеть». С 1 октября 2007 года альбом можно было купить вместе с первым номером журнала «Citizen K» (проект ИД «Коммерсантъ»), а с 5 октября (в Москве — с 2 октября) он продавался в салонах связи «Евросеть» по цене 140 рублей. В обычных музыкальных магазинах диск не продавался. С начала октября 30 тысяч экземпляров альбома было продано вместе с журналом «Citizen K» в салонах «Евросеть» и газетных киосках. Всего на начало декабря 2007 года в рамках проекта было продано 177 тысяч экземпляров.
В интервью радиостанции «Эхо Москвы» 24 сентября 2007 года Земфира заявила, что вне зависимости от успеха такой акции, продлевать контракт на последующие альбомы не планируется.
Презентацию устроили в арт-центре «Винзавод» близ Курского вокзала 27 сентября, причём Земфира сделала вход на концерт бесплатным. А в закрытом формате певица выступила пять дней спустя — на презентации журнала Citizen K. 28 сентября альбом стал доступен для скачивания в Интернете. По этому поводу Земфира заявила:
Ну, всё состоялось. Альбом в сети, раньше срока. Совестить кого-то бессмысленно — воришки были, есть и будут. В противовес создающим и отдающим. Гармония ё-моё.
20 октября в Хабаровске начался тур Земфиры в поддержку нового диска, который завершился концертом в спорткомплексе «Олимпийский» 1 апреля 2008 года. В ходе тура Земфира организовала специальные автограф-сессии в салонах «Евросеть». На концертах также продавался специальный макси-сингл «10 мальчиков», который включает в себя 10 ремейков песни «Мальчик», присланных певице в ходе конкурса, проведённого в Интернете.

Впоследствии, Земфира комментировала такой способ релиза альбома: 
То, как все было устроено со Спасибо, — следствие трудного положения, в котором я оказалась — да, конечно же, по своей вине. Ну и рекорд-компания «помогла». И я считаю, что с блеском вышла из ситуации, простите за нескромность.

## Комплектация и оформление
Оформлением альбома занимался Александр Лобанов, фотографию для обложки сделал Сергей Берменьев. Сама обложка представляет собой белую бумагу, на которой отпечатан контурный оттиск портрета Земфиры, из волос которой летят перья. Поверх изображения прикреплена наклейка с надписью «Спасибо». В отличие от предыдущей пластинки, на обложке Спасибо имя Земфиры не указывается.
Альбом распространялся в трёх вариантах. Промодиск в бумажном конверте распространялся вместе с журналом «Citizen K». Обычное издание имеет двустраничный буклет и диск, оформленный в духе конверта. Такой вариант распространялся в магазинах сотовой сети «Евросеть». Коллекционное издание — диджипак с автографом Земфиры, буклетом, содержащим тексты песен и двумя бонусными видеотреками (клип «Мы разбиваемся» и съёмки из студии во время записи песни «Мы разбиваемся»).

## Отзывы критиков
| Оценки критиков      | Оценки критиков |
| Источник             | Оценка          |
| -------------------- | --------------- |
| Rolling Stone Russia | [ 18 ]          |
| Взгляд               | [ 19 ]          |

Альбом получил смешанные отзывы, чаще поднимался вопрос о лирике песен. Так Андрей Бухарин из Rolling Stone отмечал, что «наконец-то Земфира выбралась из колеи, по которой её тащило, начиная с оглушительного дебюта 1999 года. Теперь мы слышим чистый рок… и никакой электроники, к счастью, — сплошное аналоговое пиршество с морем живых инструментов, от солирующего фортепиано до оркестра. Альбом не лишен недостатков — он разнороден, есть слабые номера („Дом“) и вкусовые проколы в текстах, — но главное в том, что Земфира никак не успокоится».
Ярослав Забалуев из интернет-издания Газета.ру дал положительную оценку работе и написал, что «новым альбомом она окончательно доказала своё право присвоить статус единственной в стране независимой певицы».
Смешанную оценку альбом получил от обозревателя газеты Известия Михаила Марголиса, отметив, что «легкой победы у Спасибо (в сравнении с первыми пластинками Земы), пожалуй, не будет. Но весь спектр эмоций, от восторга до разочарования, диск наверняка вызовет. „Живой“ альбом Земфиры, записанный с достойными музыкантами и акцентированный на клавишах и трубе, без примеси электроники, самый неоднородный и эстетский из её проектов».
Гуру Кен из деловой газеты Взгляд отметил, что «Земфира записала такой концептуальный альбом, какого не писала прежде. С продуманными переходами между песен — то встык, то через подобранные атмосферные звуки. Отчего же он получился настолько эклектичным? Похоже, Земфира торопилась излить все, что было. И концепция не выдержала. Песни расползаются от скорого горячечного высказывания, расползаются как тараканы, оставляя после себя пятнышки подсохшего концептуализма».
Владимир Полупанов с портала TOPPOP.ru отметил, что Спасибо — наверно, самый интимный и камерный альбом певицы, с исповедальной тональностью и цветаевской меланхолией. Не случайно в альбоме есть и посвящение Марине Цветаевой — песня «Я полюбила Вас».
Маргарита Таранцева с портала Правая. Ru также писала, что «если бы не пара ироничных песен („Мальчик“ и „Я полюбила вас“) да несмелая попытка злободневной сатиры („Господа“), пластинку можно было бы однозначно отправить в отстой. По сравнению с мрачными рефлексиями и гиперсексуальным оптимизмом пьяной панкушки в предыдущем альбоме Вендетта, Земфира явно дрейфует в сторону отчаянного саморазрушения».

## Список композиций
Слова и музыка всех песен — Земфира Рамазанова.
| №   | Название                           | Длительность |
| --- | ---------------------------------- | ------------ |
| 1.  | «В метро»                          | 2:51         |
| 2.  | «Воскресенье»                      | 2:29         |
| 3.  | «Дом»                              | 3:50         |
| 4.  | «Мы разбиваемся»                   | 3:22         |
| 5.  | «Мальчик»                          | 3:46         |
| 6.  | «Господа»                          | 3:24         |
| 7.  | «Я полюбила вас»                   | 2:45         |
| 8.  | «Возьми меня»                      | 4:26         |
| 9.  | «Снег начнётся»                    | 4:24         |
| 10. | «1000 лет»                         | 4:10         |
| 11. | «Во мне»                           | 4:05         |
| 12. | «Спасибо [репетиция, ноябрь 2006]» | 3:21         |

## Участники записи альбома
- Земфира Рамазанова — музыка, лирика, голос, акустическая гитара (2, 3), перкуссия, пиано (12), синтезатор (11, 12), tubular bell (10), запись, сведение, продюсирование
- Дмитрий Шуров — пиано, орган, клавесин, клавинет, hammond, rhodes, перкуссия, металлофон, аккордеон, челеста, аранжировка струнных, запись, сведение, саунд-продюсирование
- Дэн Маринкин — барабаны, перкуссия
- Николай Козырев — кастаньеты, орган-синтезатор (12), rainstick (9), запись, сведение, саунд-продюсирование
- Александр Кондратьев — техническое обеспечение
- Рената Литвинова — смех, крик, карма
- Юрий Цалер — гитара (кроме 9), акустическая гитара (1, 3)*
- Юрий Топчий — гитара (9)
- Алексей Беляев — бас, гусли, акустическая гитара (6)
- Костя Куликов — труба, флюгельгорн, дудочка, пиано (12)
- Алексей Стрельников — скрипка (3, 7)
- Дмитрий Чепига — скрипка (3, 7)
- Андрей Спиридонов — виолончель (3)
- Маргарита Спиридонова — альт (3)
- Екатерина Катомина — альт (7)
- Алексей Муромцев — валторна (8)
- Сергей Правдин — валторна (8)
- Андрей Лебедев — тромбон (8)
- Оркестр Кинематографии: дирижёр Сергей Скрипка: Михаил Шестаков, Виктория Ивашова, Ольга Полудина, Григорий Айриян, Вера Тюваева, Виолетта Царахова, Светлана Херсонская, Тамара Егорова, Юлия Шеварёва, Людмила Борисенко, Евгений Зейдман, Ирина Ермакова, Евгений Белошицкий, Драган Мирчич, Владимир Брисев, Татьяна Дикан, Наталья Чеснокова, Татьяна Денисова, Валера Карпец, Виталий Витвицкий, Наталья Крылова, Александр Херсонский, Елена Юрку, Татьяна Гурьянова, Вартан Даракчан, Ева Исаева, Александр Добер, Наталья Морозова, Августина Михайлова, Сергей Адуев, Александр Ермаков, Наталья Журкова, Алексей Исплатовкий, Игорь Сапежинский, Андрей Жарков.
- Запись: Antti Uusimaki, Ann, Владимир Овчинников, Илья Галушко, Сергей Беккер, Андрей Левин, Александр Володин, Олег Чечик, Даша Губенко, Костя Матафонов
- Владимир Овчинников — мастеринг

## Награды и номинации
| Год  | Награда                      | Номинированная работа | Категория       | Результат |
| ---- | ---------------------------- | --------------------- | --------------- | --------- |
| 2008 | Премия Муз-ТВ                | «Спасибо»             | Лучший альбом   | Номинация |
| 2008 | Премия Муз-ТВ                | «Мы разбиваемся»      | Лучшая песня    | Номинация |
| 2008 | Премия Муз-ТВ                | «Мы разбиваемся»      | Лучшее видео    | Номинация |
| 2008 | Рекордъ                      | «Спасибо»             | Альбом артистки | Номинация |
| 2008 | Степной волк                 | «Спасибо»             | Диск            | Победа    |
| 2008 | Чартова дюжина               | «Спасибо»             | Альбом          | Номинация |
| 2008 | Чартова дюжина               | «Мы разбиваемся»      | Песня           | Номинация |
| 2008 | Чартова дюжина               | «Мы разбиваемся»      | Музыка          | Победа    |
| 2008 | Чартова дюжина               | «Мы разбиваемся»      | Видеоклип       | Номинация |
| 2008 | Премия Fuzz                  | «Спасибо»             | Лучший альбом   | Номинация |
| 2008 | Премия Fuzz                  | «Мы разбиваемся»      | Лучшая песня    | Номинация |
| 2008 | Rock Alternative Music Prize | «Спасибо»             | Альбом года     | Победа    |